# Gilmar Rodrigues
Gilmar Rodrigues (Rio Grande do Sul) é um roteirista de histórias em quadrinhos brasileiro. Coeditou, ao lado de Adão Iturrusgarai, a revista Dundum Quadrinhos no início dos anos 1990, com a qual ganhou duas edições do Troféu HQ Mix (em 1991 e 1992) na categoria "revista independente". Em 2009 lançou o livro-reportagem Loucas de amor: mulheres que amam serial-killers e criminosos sexuais, publicando uma versão do mesmo livro em quadrinhos (com ilustrações de Fido Nesti) no ano seguinte.